# クリストフ・ベック
クリストフ・ベック（Christophe Beck, 1972年 - ）は、カナダの出身のテレビ・映画音楽の作曲家。

## ディスコグラフィ

### 映画
- チェイサー Past Perfect (1996)
- 鬼教師ミスター・グリフィン Killing Mr. Griffin (1997) テレビ映画
- SURVIVOR/野獣地帯 Hostile Intent (1997)
- アラーミスト Life During Wartime (1997)
- AIRBORNE エアボーン Airborne (1998)
- ドッグ・パーク Dog Park (1998)
- ニューヨーク大地震 Earthquake in New York (1998) テレビ映画
- ボーン・ダディ Bone Daddy (1998)
- エクスタシーをさがして Coming Soon (1999)
- シック・アズ・シーヴス Thick as Thieves (1999)
- 写真家の女たち Guinevere (1999)
- 目撃者 Caracara (1999) テレビ映画
- ブロークン・ハーツ・クラブ The Broken Hearts Club: A Romantic Comedy (2000)
- チアーズ! Bring It On (2000)
- ザ・ウルフ Wolf Girl (2001) テレビ映画
- ザ・スカルズII/髑髏の紋章 The Skulls II (2002) ビデオ映画
- ビッグ・ライアー Big Fat Liar (2002)
- アメージング・ハイウェイ60 Interstate 60: Episodes of the Road (2002)
- キャンパス・クレージー Stealing Harvard (2002)
- タキシード The Tuxedo (2002)
- 12人のパパ Cheaper by the Dozen (2003)
- ディッキー・ロバーツ 俺は元子役スター Dickie Roberts: Former Child Star (2003)
- ザ・スカルズ 秘密結社:権力の図式 The Skulls III (2003) ビデオ映画
- アメリカン・パイ3: ウェディング大作戦 American Wedding (2003)
- トスカーナの休日 Under the Tuscan Sun (2003)
- コンフィデンス Confidence (2003)
- ジャスト・マリッジ Just Married (2003)
- セイブド! Saved! (2004)
- トレジャー・ハンターズ Without a Paddle (2004)
- TAXI NY TAXI NY (2004)
- カレの嘘と彼女のヒミツ Little Black Book (2004)
- シンデレラ・ストーリー A Cinderella Story (2004)
- ガーフィールド Garfield (2004)
- ヘレンとフランクと18人の子供たち Yours, Mine and Ours (2005)
- パーフェクト・マン ウソからはじまる運命の恋 The Perfect Man (2005)
- トゥー・フォー・ザ・マネー Two for the Money (2005)
- アイス・プリンセス Ice Princess (2005)
- エレクトラ Elektra (2005)
- ルーシー・リューの「3本の針」 3 Needles (2005)
- 恋愛ルーキーズ School for Scoundrels (2006)
- マシュー・マコノヒー マーシャルの奇跡 We Are Marshall (2006)
- キャプテン・ズーム Zoom (2006)
- ガーフィールド2 Garfield: A Tail of Two Kitties (2006)
- ザ・センチネル/陰謀の星条旗 The Sentinel (2006)
- ピンクパンサー The Pink Panther (2006)
- ラブ・ザ・ドッグ 犬依存症の女 Year of the Dog (2007)
- ブラザーサンタ Fred Claus (2007)
- 光の六つのしるし The Seeker: The Dark Is Rising (2007)
- ライセンス・トゥ・ウェディング License to Wed (2007)
- チャーリー・バートレットの男子トイレ相談室 Charlie Bartlett (2007)
- Mr.ボディガード/学園生活は命がけ! Drillbit Taylor (2008)
- ベガスの恋に勝つルール What Happens in Vegas... (2008)
- 愛しのベス・クーパー I Love You, Beth Cooper (2009)
- 恋する履歴書 Post Grad (2009)
- ウルトラ I LOVE YOU! All About Steve (2009)
- ハングオーバー! 消えた花ムコと史上最悪の二日酔い The Hangover (2009)
- ピンクパンサー2 The Return of the Pink Panther (2009)
- スーパーマンを待ちながら Waiting for "Superman" (2010)
- パーシー・ジャクソンとオリンポスの神々 Percy Jackson & the Olympians (2010)
- オフロでGO!!!!! タイムマシンはジェット式 Hot Tub Time Machine (2010)
- デート & ナイト Date Night (2010)
- お葬式に乾杯! Death at a Funeral (2010)
- RED/レッド Red (2010)
- デュー・デート 〜出産まであと5日!史上最悪のアメリカ横断〜 Due Date (2010)
- バーレスク Burlesque (2010)
- ハングオーバー!! 史上最悪の二日酔い、国境を越える The Hangover Part II (2011)
- バッドトリップ! 消えたNO.1セールスマンと史上最悪の代理出張 Cedar Rapids (2011)
- ペントハウス Tower Heist (2011)
- ザ・マペッツ The Muppets (2011)
- エイリアン バスターズ The Watch (2012)
- Black & White/ブラック & ホワイト This Means War (2012)
- 紙ひこうき Paperman (2012)
- 人生はノー・リターン 〜僕とオカン、涙の3000マイル〜 The Guilt Trip (2012)
- バレット・オブ・ラヴ Charlie Countryman (2013) ※デッドモノと共同
- ハングオーバー!!! 最後の反省会 The Hangover Part III (2013)
- ゴースト・エージェント/R.I.P.D. R.I.P.D. (2013)
- アナと雪の女王 Frozen (2013)
- アントマン Ant-man (2015)
- キューティ・コップ Hot Pursuit (2015)
- ゲットハード/Get Hard Get Hard (2015)
- シスターズ Sisters (2015)
- I LOVE スヌーピー THE PEANUTS MOVIE The Peanuts Movie (2015)
- トロールズ Trolls (2016)
- LOU Lou (2017)
- バリー・シール/アメリカをはめた男 American Made (2017)
- アナと雪の女王/家族の思い出 Olaf's Frozen Adventure (2017)
- グリンゴ/最強の悪運男 Gringo (2018)
- アントマン&ワスプ Ant-Man and the Wasp (2018)
- クリスマス・クロニクル The Christmas Chronicles (2018)
- ANON アノン Anon (2018)
- アナと雪の女王2 Frozen 2 (2019)
- コスメティック・ウォー わたしたちがBOOSよ! Like a Boss (2020)
- フリー・ガイ Free Guy (2020)
- クリスマス・クロニクル PART2 The Christmas Chronicles 2 (2020)
- シャザム!〜神々の怒り〜 Shazam! Fury of the Gods (2023)
- ロードハウス/孤独の街 Road House (2024)

### テレビシリーズ
- FXザ・シリーズ F/X: The Series (1996-1997)
- Spy Game (1997)
- George & Leo (1997)
- バフィー 〜恋する十字架〜 Buffy the Vampire Slayer (1997-2000)
- エンジェル Angel (1999-2000)
- ザ・プラクティス ボストン弁護士ファイル The Practice (1999-2000)